# ダゲット郡 (ユタ州)
ダゲット郡（英: Daggett County）は、アメリカ合衆国ユタ州の北東隅に位置する郡である。2010年国勢調査での人口は1,059人であり、2000年の921人から15％増加した。ユタ州で人口最小の郡である。郡庁所在地はマニラ（人口310人）であり、同郡で人口最大かつ唯一の町でもある。他にダッチジョンの集落があるが、未編入である。1918年にユインタ郡から分離して設立され、郡名はユタ州の初代測量部長エルスワース・ダゲットに因んで名付けられた。

## 地理
アメリカ合衆国国勢調査局に拠れば、郡域全面積は723平方マイル (1,872.6 km2)であり、このうち陸地は698平方マイル (1,807.8 km2)、水域は25平方マイル (64.7 km2)で水域率は3.42％である。

### 隣接する郡
- サミット郡 - 西
- ドゥーシェイン郡 - 南西
- ユインタ郡 - 南
- モファット郡 (コロラド州) - 東
- スウィートウォーター郡 (ワイオミング州) - 北
- ユインタ郡 (ワイオミング州) - 北西

### 国立保護地域
- アシュレー国立の森（部分）
- フレーミング峡谷国立レクリエーション地域（部分）

## 郡政府

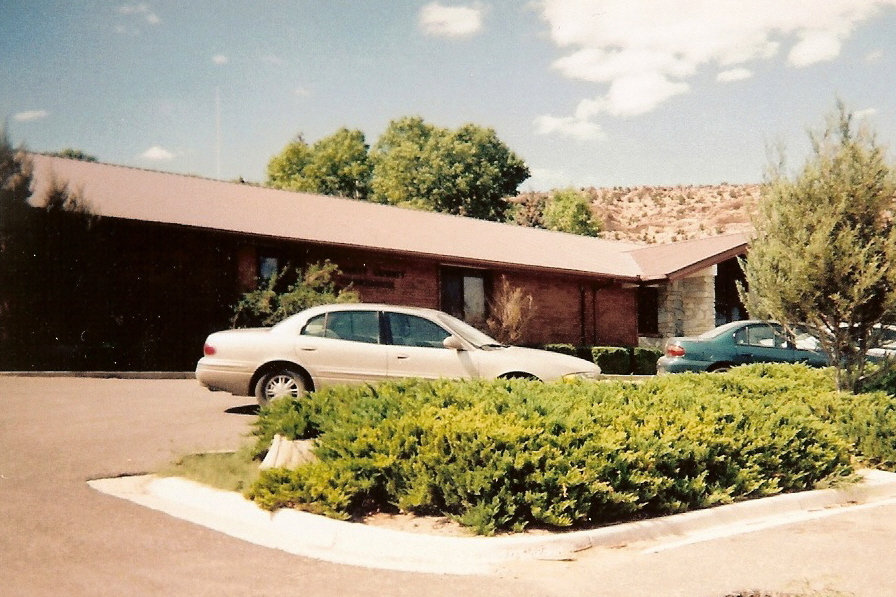
ダゲット郡庁舎

ダゲット郡の政府は3人の郡政委員、監査官兼記録官、事務官兼財務官、査定官および保安官で構成され、全て党派性選挙で選ばれ、任期は4年間である。判事は無党派選挙で選ばれ、4年ごとに改選される。

## 商業と交通
フレーミング峡谷国立レクリエーション地域を訪れる観光客のために、郡内には少数の商業施設がある。雑貨店1店、ガソリンスタンド3つ、カフェまたはレストラン5店、宿屋またはモーテル5軒、その他数軒である。経済は主にレクリエーション、政府所有地の管理、および牧畜である。郡内は鉄道が無い。主要高規格道路としてはアメリカ国道191号線、ユタ州道43号線、および同44号線がある。

## 人口動態
以下は2010年国勢調査による人口統計データである。
| 基礎データ - 人口: 8,485人 - 世帯数: 3,434 世帯 - 家族数: 2,170 家族 - 人口密度: 1人/km2（2人/mi2） - 住居数: 4,062軒 - 住居密度: 0軒/km2（1軒/mi2） 人種別人口構成 - 白人: 92.65% - アフリカン・アメリカン: 0.25% - ネイティブ・アメリカン: 3.85% - アジア人: 0.22% - 太平洋諸島系: 0.05% - その他の人種: 1.66% - 混血: 1.32% - ヒスパニック・ラテン系: 5.55% | 年齢別人口構成 - 18歳未満: 26.9% - 18-24歳: 8.2% - 25-44歳: 27.9% - 45-64歳: 24.5% - 65歳以上: 12.5% - 年齢の中央値: 37歳 - 性比（女性100人あたり男性の人口） - 総人口: 96.3 - 18歳以上: 95.1 世帯と家族（対世帯数） - 18歳未満の子供がいる: 29.8% - 結婚・同居している夫婦: 48.6% - 未婚・離婚・死別女性が世帯主: 10.7% - 非家族世帯: 36.8% - 単身世帯: 29.5% - 65歳以上の老人1人暮らし: 9.5% - 平均構成人数 - 世帯: 2.44人 - 家族: 3.06人 |

## 都市と町
- マニラ - 郡庁所在地
- ダッチジョン - 未編入

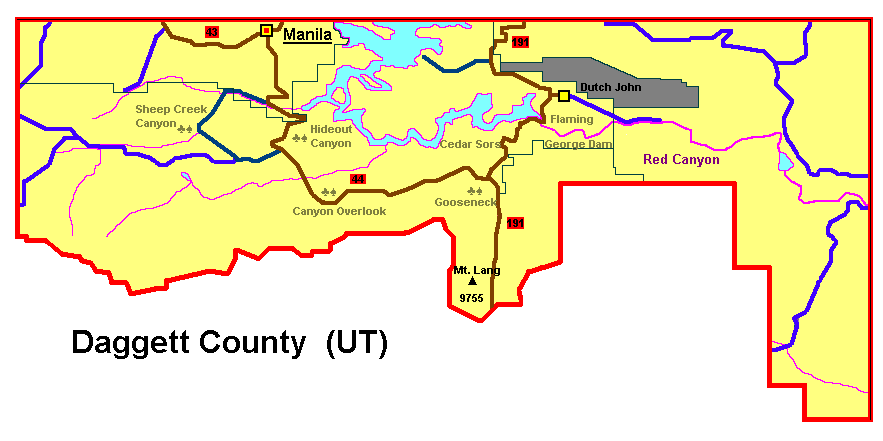

- リンウッド - フレーミング峡谷貯水池に沈んだ